# Rabih Ataya
Rabih Mohammad Ataya (tiếng Ả Rập: ربیع محمد عطایا, sinh ngày 16 tháng 7 năm 1989), còn được gọi là Rabea Ataya là một cầu thủ bóng đá người Liban chơi ở vị trí tiền vệ cho câu lạc bộ Al-Ahed. Anh đã được khoác áo đội tuyển quốc gia Liban. Ngoài ra, anh còn thi đấu cho Al-Ansar tại AFC Cup 2013.

## Sự nghiệp quốc tế

### Bàn thắng quốc tế
Bàn được ghi và kết quả của Liban được ghi trước tiên.

| Bàn thắng thứ | Ngày              | Địa điểm                                                            | Đối thủ           | Ghi bàn | Kết quả | Trận đấu                 |
| ------------- | ----------------- | ------------------------------------------------------------------- | ----------------- | ------- | ------- | ------------------------ |
| 1.            | 31 tháng 8, 2016  | Sân vận động Thành phố Thể thao Camille Chamoun, Beirut, Lebanon    | Jordan            | 1–0     | 1–1     | Giao hữu                 |
| 2.            | 13 tháng 6, 2017  | Sân vận động Tan Sri Dato' Haji Hassan Yunos, Johor Bahru, Malaysia | Malaysia          | 1–1     | 2–1     | Vòng loại Asian Cup 2019 |
| 3.            | 13 tháng 6, 2017  | Sân vận động Tan Sri Dato' Haji Hassan Yunos, Johor Bahru, Malaysia | Malaysia          | 2–1     | 2–1     | Vòng loại Asian Cup 2019 |
| 4.            | 10 tháng 10, 2017 | Sân vận động Thành phố Thể thao Camille Chamoun, Beirut, Liban      | CHDCND Triều Tiên | 5–0     | 5–0     | Vòng loại Asian Cup 2019 |
| 5.            | 9 tháng 6, 2021   | Sân vận động Goyang, Goyang, Hàn Quốc                               | Turkmenistan      | 1–1     | 2–3     | Vòng loại World Cup 2022 |